# Caralluma
Caralluma es un género de plantas con cerca de 120 especies de la familia Apocynaceae. Es originaria de África, Arabia, Asia y Europa. La mayoría de las especies se encuentran en África, incluyendo aquellas con propiedades medicinales. La especie  Caralluma edulis es comestible. 

## Descripción
Son plantas erguidas con tallos suculentos que alcanzan los 10-70 cm de alto, con el látex incoloro. Las ramas de color verde, azul-verde o marrón claro, cilíndricos de 10-70 cm de largo, 5-25 mm de ancho, cuadrangular, con los ángulos redondeados o afilados, glabras. Las hojas caducas, reducidas a escamas, sésiles de 0.1-0.5 cm de largo, ovadas, estípulas reducido a unos pocos pelos.
Las inflorescencias extra axilares, generalmente en mayor número a lo largo del tramo apical de los tallos, con 1-4-flores, simples, sésiles; con pedicelos glabros.
Las flores de algunas especies tienen un olor dulzón a excrementos. 

## Taxonomía
El género fue descrito por Robert Brown y publicado en On the Asclepiadeae 14. 1810.
Etimología
El nombre deriva del árabe qarh al-luhum que significa "llaga", "herida" en la carne.

### Especies
- Caralluma acutangula (Decne.) N.E.Br.
- Caralluma adenensis (Deflers) A.Berger
- Caralluma adscendens
- Caralluma arabica N.E.Br.
- Caralluma arachnoides (P.R.O.Bally) M.G.Gilbert
- Caralluma awdeliana (Deflers) A.Berger
- Caralluma baradii Lavranos
- Caralluma bhupinderiana J.S.Sarkaria
- Caralluma burchardii N.E.Br.
- Caralluma cicatricosa (Deflers) N.E.Br.
- Caralluma congestiflora P.R.O.Bally
- Caralluma crenulata Wall.
- Caralluma dicapuae (Chiov.) Chiov.
- Caralluma diffusa (Wight) N.E.Br.
- Caralluma dolichocarpa Schwartz
- Caralluma edithae N.E.Br.
- Caralluma edulis (Edgew.) Benth. ex Hook.f.
- Caralluma edwardsiae (M.Gilbert) M.G.Gilbert
- Caralluma europaea Guss.
- Caralluma faucicola Bruyns[4]
- Caralluma flava N.E.Br.
- Caralluma flavovirens L.E.Newton
- Caralluma foetida E.A.Bruce
- Caralluma frerei G.D.Rowley
- Caralluma furta P.R.O.Bally
- Caralluma gracilipes K.Schum.
- Caralluma hexagona Lavranos
- Caralluma indica (Wright & Arn.) N.E.Br.
- Caralluma lavrani Rauh & Wertel
- Caralluma longiflora M.G.Gilbert
- Caralluma mireillae Lavranos
- Caralluma moniliformis P.R.O.Bally
- Caralluma munbyana  (Decne.) N.E.Br.
- Caralluma pauciflora (Wight) N.E.Br.
- Caralluma peckii P.R.O.Bally
- Caralluma penicillata (Deflers) N.E.Br.
- Caralluma peschii Nel
- Caralluma priogonium K.Schum.
- Caralluma procumbens Gravely & Mayuranathan
- Caralluma quadrangula (Forssk.) N.E.Br.
- Caralluma sarkariae Lavranos & R.M.I.Frandsen
- Caralluma sinaica (Decne.) Bentham & Hooker
- Caralluma socotrana (Balf.f.) N.E.Br.
- Caralluma selenophora Lavranos
- Caralluma somalica N.E.Br.
- Caralluma speciosa (N.E.Br.) N.E.Br.
- Caralluma stalagmifera C.E.C.Fisch.
- Caralluma subulata Forssk.
- Caralluma turneri E.A.Bruce
- Caralluma umbellata Haw.
- Caralluma vaduliae Lavranos